# Cucullia leucanthemi
Cucullia leucanthemi är en fjärilsart som beskrevs av Jules Pièrre Rambur 1858. Cucullia leucanthemi ingår i släktet Cucullia och familjen nattflyn. Inga underarter finns listade i Catalogue of Life.